# Platysenta mustia
Platysenta mustia là một loài bướm đêm trong họ Noctuidae.